# Lettres neuchâteloises
Lettres neuchâteloises est un roman épistolaire d'Isabelle de Charrière et publié en 1784.

## Éditions modernes
Isabelle de Charrière, Lettres neuchâteloises, Genève, Éditions de La Différence, 1991, 110 p. (ISBN 2729106774)